# Voštane
Voštane su naselje (selo) 13 kilometara sjeveroistočno od grada Trilja u Splitsko-dalmatinskoj županiji, na samo 1 km od granice sa susjednom Bosnom i Hercegovinom. Administrativno pripadaju gradu Trilju.

## Stanovništvo
| broj stanovnika | 434   | 702   | 516   | 662   | 568   | 599   | 826   | 826   | 330   | 415   | 476   | 465   | 418   | 313   | 157   | 42    | 26    |
|                 | 1857. | 1869. | 1880. | 1890. | 1900. | 1910. | 1921. | 1931. | 1948. | 1953. | 1961. | 1971. | 1981. | 1991. | 2001. | 2011. | 2021. |

### Prezimena
U Voštanima žive obitelji prezimena Akrap, Babić, Ćaleta, Đonlić i jedna obitelj prezimena Bandalo.

## Povijest
Prvi pisani tragovi o stanovnicima Voštana se bilježe krajem 17. stoljeća kada Nikoli Akrapu providur Marin Antonio Cavalli odobrava obrađivanje zemlje u Voštanima, koje su za osmanlijske vladavine pripadale begovima Atlagićima iz Livna.[nedostaje izvor]
U Drugom svjetskom ratu Voštane su bile jedno od poprišta pokolja u potkamešničkim selima 28. i 29. ožujka 1944. godine.